# Magnanville
Pour les articles homonymes, voir Magnanville (homonymie).
Magnanville est une commune française du département des Yvelines et de la région Île-de-France, située 60 km à l'ouest de Paris. Cette commune appartient à la communauté urbaine Grand Paris Seine et Oise.
Ses habitants sont appelés les Magnanvillois.

## Géographie
La commune de Magnanville fait partie de l'agglomération de Mantes-la-Jolie. Elle se situe à sa périphérie sud. Elle est établie sur des coteaux orientés vers le nord faisant transition entre la vallée de la Seine et le plateau du Mantois et dominant la vallée de la Vaucouleurs à l'est.
Elle est limitrophe de Mantes-la-Ville au nord-est, d'Auffreville-Brasseuil au sud-est, de Soindres au sud, de Fontenay-Mauvoisin au sud-ouest et de Buchelay au nord-ouest.
C'est une commune largement urbanisée, surtout dans sa partie nord en continuité de l'agglomération de Mantes-la-Jolie - Mantes-la-Ville, mais qui conserve un caractère rural sur environ la moitié de son territoire, des terres agricoles au sud-est et au nord-ouest et bois à l'ouest (domaine du château).
L'habitat est essentiellement pavillonnaire, formés de lotissements relativement récents, de part et d'autre de l'axe routier principal, la route RD 928. Le nord-est de la commune est consacré à des activités diverses, commerciales et tertiaires.
La commune est desservie par l'échangeur de Mantes-Sud de l'autoroute de Normandie (A13) qui passe non loin de la limite nord de la commune, bordée par la route départementale 110. Elle est traversée dans le sens nord-sud par la route départementale 983, axe important du département qui relie notamment Mantes-la-Jolie à Houdan. Cette route est à quatre voies dans la partie nord de la commune, à deux voies dans la partie sud.
Le territoire communal est traversé par deux sentiers de grande randonnée, le GR 26, qui longe la limite sud dans le sens est-ouest, et le GR 11 (tour de l'Île-de-France), qui longe la limite est dans le sens nord-sud.
La commune est desservie par les lignes 18, 26, 88A, 90, 91, D, E, G, I et K du réseau de bus du Mantois.

### Climat
Pour des articles plus généraux, voir Climat de l'Île-de-France et Climat des Yvelines.
En 2010, le climat de la commune est de type climat océanique dégradé des plaines du Centre et du Nord, selon une étude du CNRS s'appuyant sur une série de données couvrant la période 1971-2000. En 2020, Météo-France publie une typologie des climats de la France métropolitaine dans laquelle la commune est exposée à un climat océanique et est dans la région climatique Sud-ouest du bassin Parisien, caractérisée par une faible pluviométrie, notamment au printemps (120 à 150 mm) et un hiver froid (3,5 °C).
Pour la période 1971-2000, la température annuelle moyenne est de 10,4 °C, avec une amplitude thermique annuelle de 14 °C. Le cumul annuel moyen de précipitations est de 678 mm, avec 10,7 jours de précipitations en janvier et 8,3 jours en juillet. Pour la période 1991-2020, la température moyenne annuelle observée sur la station météorologique installée sur la commune est de 11,6 °C et le cumul annuel moyen de précipitations est de 641,5 mm,. Pour l'avenir, les paramètres climatiques de la commune estimés pour 2050 selon différents scénarios d'émission de gaz à effet de serre sont consultables sur un site dédié publié par Météo-France en novembre 2022.
| Mois                                  | jan.             | fév.           | mars          | avril         | mai           | juin          | jui.         | août           | sep.          | oct.          | nov.            | déc.             | année      |
| ------------------------------------- | ---------------- | -------------- | ------------- | ------------- | ------------- | ------------- | ------------ | -------------- | ------------- | ------------- | --------------- | ---------------- | ---------- |
| Température minimale moyenne (°C)     | 1,7              | 1,8            | 3,6           | 5,5           | 8,6           | 11,6          | 13,4         | 13,6           | 10,9          | 8,6           | 4,8             | 2,3              | 7,2        |
| Température moyenne (°C)              | 4,3              | 5,1            | 7,8           | 10,7          | 13,9          | 17,2          | 19,5         | 19,5           | 16,2          | 12,5          | 7,7             | 4,8              | 11,6       |
| Température maximale moyenne (°C)     | 6,8              | 8,4            | 12,1          | 15,8          | 19,1          | 22,8          | 25,5         | 25,3           | 21,4          | 16,5          | 10,7            | 7,2              | 16         |
| Record de froid (°C) date du record   | −12,7 01.01.1997 | −12,3 07.02.12 | −8,5 13.03.13 | −3,2 06.04.21 | −0,7 06.05.19 | 3,3 01.06.06  | 6,6 16.07.12 | 5,8 28.08.1998 | 2,4 30.09.18  | −3,5 28.10.03 | −8,2 24.11.1998 | −10,1 29.12.1996 | −12,7 1997 |
| Record de chaleur (°C) date du record | 15,5 27.01.03    | 20,5 27.02.19  | 25,6 31.03.21 | 28,4 20.04.18 | 31,2 27.05.05 | 37,7 27.06.11 | 42 25.07.19  | 40,4 12.08.03  | 35,5 08.09.23 | 29,5 03.10.11 | 20,9 01.11.14   | 16,9 07.12.00    | 42 2019    |
| Précipitations (mm)                   | 48,5             | 47,7           | 48,4          | 42,5          | 62,1          | 53,9          | 51,5         | 56,5           | 40,9          | 65,3          | 57              | 67,2             | 641,5      |

## Urbanisme

### Typologie
Au 1er janvier 2024, Magnanville est catégorisée grand centre urbain, selon la nouvelle grille communale de densité à sept niveaux définie par l'Insee en 2022.
Elle appartient à l'unité urbaine de Paris, une agglomération inter-départementale regroupant 407  communes, dont elle est une commune de la banlieue,,. Par ailleurs la commune fait partie de l'aire d'attraction de Paris, dont elle est une commune d'un pôle secondaire,. Cette aire regroupe 1 929 communes,.

## Toponymie
Le lieu est attesté sous les formes Manantevilla, Manamevilla vers 1091, Manavilla. XIIe siècle, Magnavilla vers 1165 (NPAG, III, 403b).
Formation toponymique médiévale en -ville au sens ancien de « domaine rural », précédé d'un nom de personne germanique, comme c'est généralement le cas, ici probablement Megina(n) (NPAG, I, 166b) ou Magina.
Maginan-Villa = domaine appartenant à une femme (germanique) nommée Magina.

## Histoire

Colombier transformé en centre culturel.

Les seigneurs de Magnanville, mentionnés dès le XIe siècle, relevaient de la châtellenie de Rosny-sur-Seine. On trouve des Magnanville, seigneurs de ce lieu, jusqu'au milieu du XIVe siècle.
Le fief appartient ensuite aux des Landes, auxquels succède François III Briçonnet (1573-1631), maître des comptes puis président de la Chambre des comptes de Paris, qui épouse vers 1600 Anne des Landes, dame de Magnanville, fille de Guillaume des Landes, seigneur de Magnanville, conseiller-doyen de la Grand'Chambre du Parlement de Paris. Le fief passe à leur fils, Guillaume III Briçonnet (†1674), conseiller au Parlement de Paris puis Premier président du Grand Conseil, qui le transmet à son fils cadet, Jean-Baptiste Briçonnet (†1698), conseiller à la deuxième chambre des enquêtes puis à la Grand'Chambre du Parlement de Paris, mort sans postérité.
Le fief devient alors la propriété de Pierre Groust de Lamotte (†1715), chevalier, conseiller du roi. Sa veuve épouse en secondes noces Louis Dupré et vend, en janvier 1720, la seigneurie de Magnanville au fermier général Charles Savalette (1683-1756). Celui-ci agrandit le domaine en achetant les terres de Buchelay, Jouy, Fontenay, Soindres, Favrieux, Flacourt, Le Tertre, Boinvilliers, Rosay, Villette, Vert, Auffreville pour un total d'environ 7 millions de livres. Puis, en 1750, il fait rebâtir le château ; construit en trois ans par l'architecte François II Franque, le nouvel édifice, d'un faste qui étonna les contemporains, coûte 2 400 000 livres.
En janvier 1767, Charles-Pierre Savalette de Magnanville (1713-1797), maître des requêtes et intendant de Tours puis Garde du Trésor royal à la mort de son père, vend le domaine à Philippe-Guillaume Tavernier de Boullongne, dit de Préninville (1712-1789), receveur général des finances de la généralité de Poitiers en 1749 et fermier général de 1759 à 1789.
La seigneurie est confisquée comme bien national sous la Révolution et vendue en 1791 au vicomte Morel de Vindé qui procède au morcellement du domaine. En 1803, le château encore meublé et ses dépendances sont acquis par Jean-Baptiste et Théodore Daubresse qui vendent le mobilier, exploitent les coupes de bois et font démolir le château. Ce qu'il en reste est acheté en 1807 par le baron de Robillard, qui fait refaire l'aile actuellement visible. La famille de Robillard met en vente le château en 1878, qui est adjugé à Jules Clairin. Le comte de Gramont lui succède en 1898. L'association Léopold-Bellan y ouvre en 1928 un sanatorium et une maison de retraite.
En 1968, l'école Sully (école d'agriculture, aujourd'hui lycée agricole privé Sully) est transférée de Rosny-sur-Seine à Magnanville.

### Événement du 13 juin 2016
Le 13 juin 2016, le commandant de police Jean-Baptiste Salvaing ainsi que sa femme Jessica Schneider également fonctionnaire de police sont assassinés par un musulman fanatique, ancien des filières afghanes, qui sera abattu par le RAID plus tard dans la nuit. Par voie de presse, l'organisation terroriste djihadiste Etat islamique revendique ce double homicide. Le 13 juin 2017, soit un an après les faits, environ 200 personnes se réunissent pour rendre hommage au couple ; une rue porte désormais leurs noms. Le 16 juin 2016, dans Magnanville, un hommage est également rendu par le maire de la commune, Michel Lebouc ; une marche blanche est ensuite organisée à Mantes-la-Jolie en mémoire des victimes.

## Politique et administration

### Tendances politiques et résultats
Lors du premier tour des élections municipales de 2020 dans les Yvelines, la liste DVG menée par le maire sortant Michel Lebouc remporte de justesse le scrutin, avec 35 voix d'avance (50,96 % des suffrages exprimés) sur la liste menée par Nicolas Laroche (Divers centre, 49,03 %), obtenant 22 des 29 sièges du conseil municipal. Le taux d'abstention s'est élevé à 55,03 %.

### Politique locale
À la suite des élections municipales de 2020 dans les Yvelines remportées de justesse par la liste menée par le maire sortant, un candidat de la liste adverse a déposé un recours devant le tribunal administratif, estimant que la liste majoritaire avait  diffusé un tract « excessivement polémique » dans les dernières heures de la campagne.
Compte tenu du faible écart de voix, le tribunal administratif de Versailles a annulé le scrutin, jugeant qu'une vidéo excessivement promotionnelle avait été diffusée par le maire lors de ses vœux 2020 à la population, et était restée disponible pendant la campagne électorale. L'équipe municipale reste néanmoins en place jusqu'au jugement d'appel ou lorsque les délais de recours auront expiré. Saisi en appel, le conseil d'État renverse le jugement le 17 avril 2021 et valide l'élection.

### Liste des maires
| Période                                  | Période                       | Identité             | Étiquette   | Qualité                                                                     |
| ---------------------------------------- | ----------------------------- | -------------------- | ----------- | --------------------------------------------------------------------------- |
| Les données manquantes sont à compléter. |                               |                      |             |                                                                             |
| 1887                                     | 1923                          | Jean-Charles Barbier |             |                                                                             |
| 1924                                     | 1934                          | Comte Léon Lecointe  |             |                                                                             |
| 1935                                     | 1946                          | Maurice Bonfils      |             |                                                                             |
| 1947                                     | 1963                          | Paul Roussel         | MRP         | Médecin                                                                     |
| 1964                                     | 1967                          | Michel Ries          |             |                                                                             |
| 1968                                     | mars 1983                     | Firmin Riffaud       | PS          |                                                                             |
| mars 1983                                | mars 2014                     | André Sylvestre      | PS puis MRC | Instituteur retraité Conseiller général de de Mantes-la-Ville (2001 → 2015) |
| mars 2014                                | En cours (au 17 octobre 2021) | Michel Lebouc        | PCF         | Fonctionnaire Réélu pour le mandat 2020-2026                                |

### Politique de développement durable
La commune s’est engagée dans une politique de développement durable en lançant une démarche d'Agenda 21 en 2011.

## Équipements et services publics

### Enseignement
Magnanville possède :
- deux lycées : le lycée Léopold-Sédar-Senghor et le lycée agricole Sully (privé) ;
- un collège : le collège George-Sand ;
- trois écoles primaires et maternelles : l'école des Marronniers, l'école des Cytises et l'école des Tilleuls.

### Justice, sécurité, secours et défense
Le gouvernement a fait connaître en octobre 2021  sa décision d'implanter dans la commune une prison de 700 places qui pourrait ouvrir en 2027, suscitant l'opposition du maire et d'une partie de la population.

## Population et société

### Démographie

#### Évolution démographique
L'évolution du nombre d'habitants est connue à travers les recensements de la population effectués dans la commune depuis 1793. Pour les communes de moins de 10 000 habitants, une enquête de recensement portant sur toute la population est réalisée tous les cinq ans, les populations de référence des années intermédiaires étant quant à elles estimées par interpolation ou extrapolation. Pour la commune, le premier recensement exhaustif entrant dans le cadre du nouveau dispositif a été réalisé en 2004.

En 2022, la commune comptait 6 389 habitants, en évolution de +7,43 % par rapport à 2016 (Yvelines : +2,72 %, France hors Mayotte : +2,11 %).
| 1793 | 1800 | 1806 | 1821 | 1831 | 1836 | 1841 | 1846 | 1851 |
| ---- | ---- | ---- | ---- | ---- | ---- | ---- | ---- | ---- |
| 124  | 117  | 87   | 88   | 105  | 97   | 91   | 86   | 86   |

| 1856 | 1861 | 1866 | 1872 | 1876 | 1881 | 1886 | 1891 | 1896 |
| ---- | ---- | ---- | ---- | ---- | ---- | ---- | ---- | ---- |
| 96   | 104  | 116  | 143  | 139  | 146  | 192  | 94   | 75   |

| 1901 | 1906 | 1911 | 1921 | 1926 | 1931 | 1936 | 1946 | 1954 |
| ---- | ---- | ---- | ---- | ---- | ---- | ---- | ---- | ---- |
| 68   | 70   | 70   | 65   | 59   | 145  | 581  | 589  | 550  |

| 1962 | 1968 | 1975  | 1982  | 1990  | 1999  | 2004  | 2006  | 2009  |
| ---- | ---- | ----- | ----- | ----- | ----- | ----- | ----- | ----- |
| 682  | 685  | 3 225 | 5 001 | 6 265 | 5 624 | 5 546 | 5 444 | 5 626 |

| 2014  | 2019  | 2022  | - | - | - | - | - | - |
| ----- | ----- | ----- | - | - | - | - | - | - |
| 5 961 | 6 177 | 6 389 | - | - | - | - | - | - |

#### Pyramide des âges
La population de la commune est relativement jeune. En 2018, le taux de personnes d'un âge inférieur à 30 ans s'élève à 36,1 %, soit en dessous de la moyenne départementale (38 %). À l'inverse, le taux de personnes d'âge supérieur à 60 ans est de 28,3 % la même année, alors qu'il est de 21,7 % au niveau départemental.
En 2018, la commune comptait 2 849 hommes pour 3 255 femmes, soit un taux de 53,33 % de femmes, largement supérieur au taux départemental (51,32 %).
Les pyramides des âges de la commune et du département s'établissent comme suit.
| Hommes | Classe d’âge | Femmes |
| ------ | ------------ | ------ |
| 0,5    | 90 ou +      | 3,5    |
| 8,3    | 75-89 ans    | 11,1   |
| 16,3   | 60-74 ans    | 16,4   |
| 19,4   | 45-59 ans    | 18,0   |
| 16,4   | 30-44 ans    | 17,6   |
| 17,3   | 15-29 ans    | 14,5   |
| 21,9   | 0-14 ans     | 18,9   |

| Hommes | Classe d’âge | Femmes |
| ------ | ------------ | ------ |
| 0,6    | 90 ou +      | 1,4    |
| 6      | 75-89 ans    | 7,8    |
| 13,5   | 60-74 ans    | 14,8   |
| 20,7   | 45-59 ans    | 20,1   |
| 19,6   | 30-44 ans    | 19,9   |
| 18,5   | 15-29 ans    | 16,8   |
| 21,2   | 0-14 ans     | 19,2   |

### Sports
Magnanville est la ville de départ de la course cycliste annuelle Paris-Camembert. Elle abrite aussi l'ES Magnanville.

## Économie
- Importante zone commerciale.

## Culture locale et patrimoine

### Personnalités liées à la commune
- La cantatrice franco-allemande Irène Joachim est décédée à Magnanville le 20 avril 2001 à l'âge de 88 ans.
- Nicolas Khamsopha, réalisateur, vit à Magnanville. Il reçoit au Lublin Film Festival 2017 le prix « Kryzstozf Sozt Award » de meilleur réalisateur à 24 ans. Plus récemment, le jeune Magnanvillois remporte pour son court-métrage Demain Peut-Être le prix de la meilleure interprétation féminine lors du Mobile Film Festival. Pour la presse française, il est aujourd'hui considéré comme l'un des futurs espoirs du cinéma indépendant français et « capable de coups exceptionnels avec peu de moyens ».

### Lieux et monuments

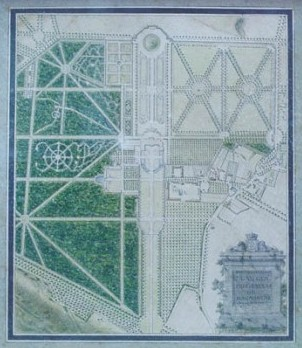
Plan du château de Magnanville.

- Château de Magnanville : construit en 1750 par Charles Savalette, fermier général. Il fut largement détruit par l'un des propriétaires suivants au début du XIXe siècle. En 1807, le baron Jacques-Florent Robillard fait reconstruire l'aile encore existante. Aujourd'hui siège d'un centre de gérontologie.
- Ferme seigneuriale : les dépendances de l'ancienne ferme seigneuriale, datant du XVIIe siècle, sont aujourd'hui transformées en centre culturel. Elles comprennent en particulier un important colombier de forme cylindrique couvert d'un toit en poivrière.

### Héraldique
| Blason de Magnanville | Blason  | D'azur au chevron écimé accompagné en chef de trois fleurs de lys, en pointe de deux fers de lance passés en sautoir, tous d'or. |
| Blason de Magnanville | Détails | Le blason de la ville comporte deux fers de lances posés en sautoir. Ces lances rappelleraient un épisode historique : le roi Philippe Auguste rentrant un soir de juin vers Mantes avec ses vassaux se serait écrié « Oh, les belles lances ! » en voyant leurs lances briller au soleil. Le statut officiel du blason reste à déterminer. |